# 340 Dywizja Piechoty (III Rzesza)
340 Dywizja Piechoty (niem. 340. Infanterie-Division) – niemiecka dywizja z czasów II wojny światowej, sformowana w Szlezwiku na mocy rozkazu z 16 listopada 1940, w 14. fali mobilizacyjnej w X  Okręgu Wojskowym.
9 września 1944 roku przekształcona w 340 Dywizję Grenadierów Ludowych.

## Struktura organizacyjna
- Struktura organizacyjna w listopadzie 1940 roku:

694., 695, 696. pułk piechoty, 340. pułk artylerii, 340. batalion pionierów, 340. oddział przeciwpancerny, 340. oddział łączności;
- Struktura organizacyjna w czerwcu 1943 roku:

694., 695, 696. pułk grenadierów, 340. pułk artylerii, 340. batalion pionierów, 340. batalion fizylierów, 340. oddział przeciwpancerny, 340. oddział łączności, 340. polowy batalion zapasowy;
- Struktura organizacyjna w styczniu 1944 roku:

327. grupa dywizyjna (595. i 596. grupa pułkowa) 659. i 769. pułk grenadierów, 327. pułk artylerii (I./237., II./339., III. i IV./327. pułku artylerii), 340. batalion pionierów, 340. batalion fizylierów, 340. oddział przeciwpancerny, 340. oddział łączności, 340. polowy batalion zapasowy;
- Struktura organizacyjna w lutym 1944 roku:

659., 694. i 796. pułk grenadierów, 340. pułk artylerii, 340. batalion pionierów, 340. batalion fizylierów, 340. oddział przeciwpancerny, 340. oddział łączności, 340. polowy batalion zapasowy;
- Struktura organizacyjna we wrześniu 1944 roku:

694., 695. i 696. pułk grenadierów, 340. pułk artylerii, 340. batalion pionierów, 340. dywizyjna kompania fizylierów, 340. oddział przeciwpancerny, 340. oddział łączności, 340. polowy batalion zapasowy;

## Dowódcy dywizji
- Generalleutnant Friedrich – Wilhelm Neumann 15 XI 1940 – 1 III 1942;
- Generalleutnant Viktor Koch 1 III 1942 – 1 XI 1942;
- Generalleutnant Otto Butze 1 XI 1942 – 24 II 1943;
- Generalleutnant Josef Prinner 24 II 1943 – 25 X 1943;
- Generalleutnant Werner Ehrig 25 X 1943 – 16 VI 1944;
- Generalmajor Otto Beutler 16 VI 1944 – 21 VII 1944;
- Oberst (Generalleutnant) Theodor Tolsdorff 1 IX 1944 – 1 IV 1945;